# Бруджине
Бру̀джине (на италиански: Brugine; на венециански: Brùxene, Брузене) е градче и община в Северна Италия, провинция Падуа, регион Венето. Разположено е на 7 m надморска височина. Населението на общината е 7160 души (1 януари 2023).